# يان ويلكينسون
يان ويلكينسون (بالإنجليزية: Ian Wilkinson)‏ (2 يوليو 1973 - ) هو لاعب كرة قدم بريطاني في مركز حراسة المرمى. لعب مع مانشستر يونايتد.

## وصلات خارجية
- يان ويلكينسون على موقع قاعدة بيانات كرة القدم.إي يو (الإنجليزية)
- يان ويلكينسون على موقع Soccerbase.com (لاعب) (الإنجليزية)